# Jan Lammers

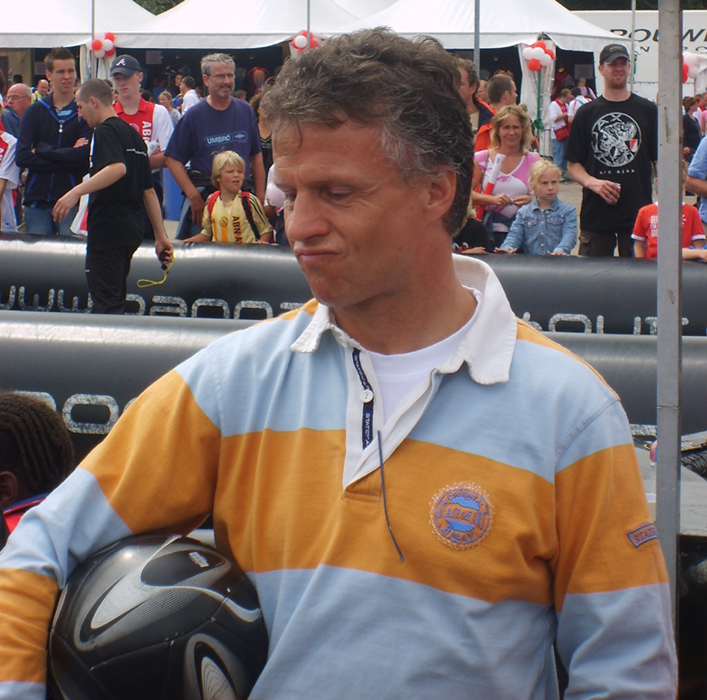
Jan Lammers l'any 2007.

 Johannes Antonius "Jan" Lammers  va ser un pilot de curses automobilístiques neerlandès que va arribar a disputar curses de Fórmula 1.
Va néixer el 2 de juny del 1956 a Zandvoort, Països Baixos.
Fora de la F1 ha disputat nombroses competicions, destacant la victòria a les 24 hores de Le Mans de l'any 1988.

## A la F1
Jan Lammers va debutar a la primera cursa de la temporada 1979 (la 30a temporada de la història) del campionat del món de la Fórmula 1, disputant el 21 de gener del 1979 el G.P. de l'Argentina al circuit d'Oscar Alfredo Galvez.
Va participar en un total de quaranta-una curses puntuables pel campionat de la F1, disputades en cinc temporades no consecutives (1979 - 1982 i 1992), aconseguint una novena posició com millor classificació en una cursa, no assolí cap punt pel campionat del món de pilots.

## Resultats a la Fórmula 1
| Any  | Equip                | Xassís   | Motor | 1         | 2       | 3       | 4         | 5       | 6       | 7         | 8       | 9       | 10      | 11      | 12      | 13      | 14      | 15      | 16     | Posició | Punts |
| ---- | -------------------- | -------- | ----- | --------- | ------- | ------- | --------- | ------- | ------- | --------- | ------- | ------- | ------- | ------- | ------- | ------- | ------- | ------- | ------ | ------- | ----- |
| 1979 | Shadow Racing Team   | Shadow   | Ford  | ARG Ret   | BRA 14  | SUD Ret | O.USA Ret | ESP 12  | BEL 10  | MON NVQ   | FRA 18  | GBR 11  | ALE 10  | AUT Ret | HOL Ret | ITA NVQ | CAN 9   | USA NVQ |        | -       | 0     |
| 1980 | ATS                  | ATS      | Ford  | ARG NVQ   | BRA NVQ | SUD NVQ | O.USA Ret | BEL 12  | MON NC  | FRA NVQ   | GBR NVQ | ALE 14  | AUT NVQ | HOL NVQ | ITA NVQ | CAN 12  | USA Ret |         |        | -       | 0     |
| 1981 | ATS                  | ATS      | Ford  | O.USA Ret | BRA NVQ | ARG 12  | SMR NVQ   | BEL     | MON     | ESP       | FRA     | GBR     | ALE     | AUT     | HOL     | ITA     | CAN     | LVG     |        | -       | 0     |
| 1982 | Theodore Racing Team | Theodore | Ford  | SUD       | BRA     | O.USA   | SMR       | BEL NVQ | MON NVQ | E.USA NVQ | CAN     | HOL Ret | GBR NVQ | FRA NVQ | ALE     | AUT     | SUI     | ITA     | LVG    | -       | 0     |
| 1992 | March                | March    | Ilmor | SUD       | MEX     | BRA     | ESP       | SMR     | MON     | CAN       | FRA     | GBR     | ALE     | HUN     | BEL     | ITA     | POR     | JAP Ret | AUS 12 | -       | 0     |

### Resum
| Curses: | Victòries: | Pòdiums: | Poles: | Voltes ràpides: | Punts: |
| ------- | ---------- | -------- | ------ | --------------- | ------ |
| 41 (23) | 0          | 0        | 0      | 0               | 0      |